# Tenesme urinari
El tenesme vesical o tenesme urinari és un desig imperiós d'orinar que obliga a fer-ho constantment, resultant una experiència desagradable per al pacient i que obliga a anar al bany per orinar sense aconseguir-ho.
Generalment sol acompanyar-se de pol·laciúria i d'altres símptomes del síndrome miccional. El tenesme vesical apareix, fins i tot, després d'haver orinat, tot i que sigui en gran quantitat, malgrat tenir la bufeta urinària buida.
El tenesme urinari es manifesta a partir d'una irritació sobre la mucosa de la bufeta urinària o la uretra, propi d'una infecció urinària o d'una obstrucció del tracte urinari baix com la hiperplàsia de pròstata o el càncer de pròstata, així com en la prostatitis bacteriana aguda. També s'experimenta quan el pH de l'orina és alcalí i amb el consum d'alguns medicaments com el liti.